# Hohenberg an der Eger
Hohenberg an der Eger is een gemeente in de Duitse deelstaat Beieren, en maakt deel uit van het Landkreis Wunsiedel im Fichtelgebirge. Hohenberg an der Eger telt 1.442 inwoners.
Hohenberg an der Eger ligt aan de oostkant van het Naturpark Fichtelgebirge. Door de stad stroomt de rivier de Eger. Het hoogste punt van de gemeente is de 653 meter hoge Steinberg.
Hohenberg ligt direct aan de grens met Tsjechië en grenst aan de Tsjechische gemeente Libá (tot 1945 Liebenstein).

## Bezienswaardigheden
Op twee locaties, in voormalige porseleinfabrieken, in het Selber stadsdeel Plößberg, 2½ km ten noorden van het stadscentrum, en in Hohenberg an der Eger, staat het na renovatie in 2014 gereedgekomen museum Porzellanikon, gewijd aan alle aspecten van de porseleinindustrie.

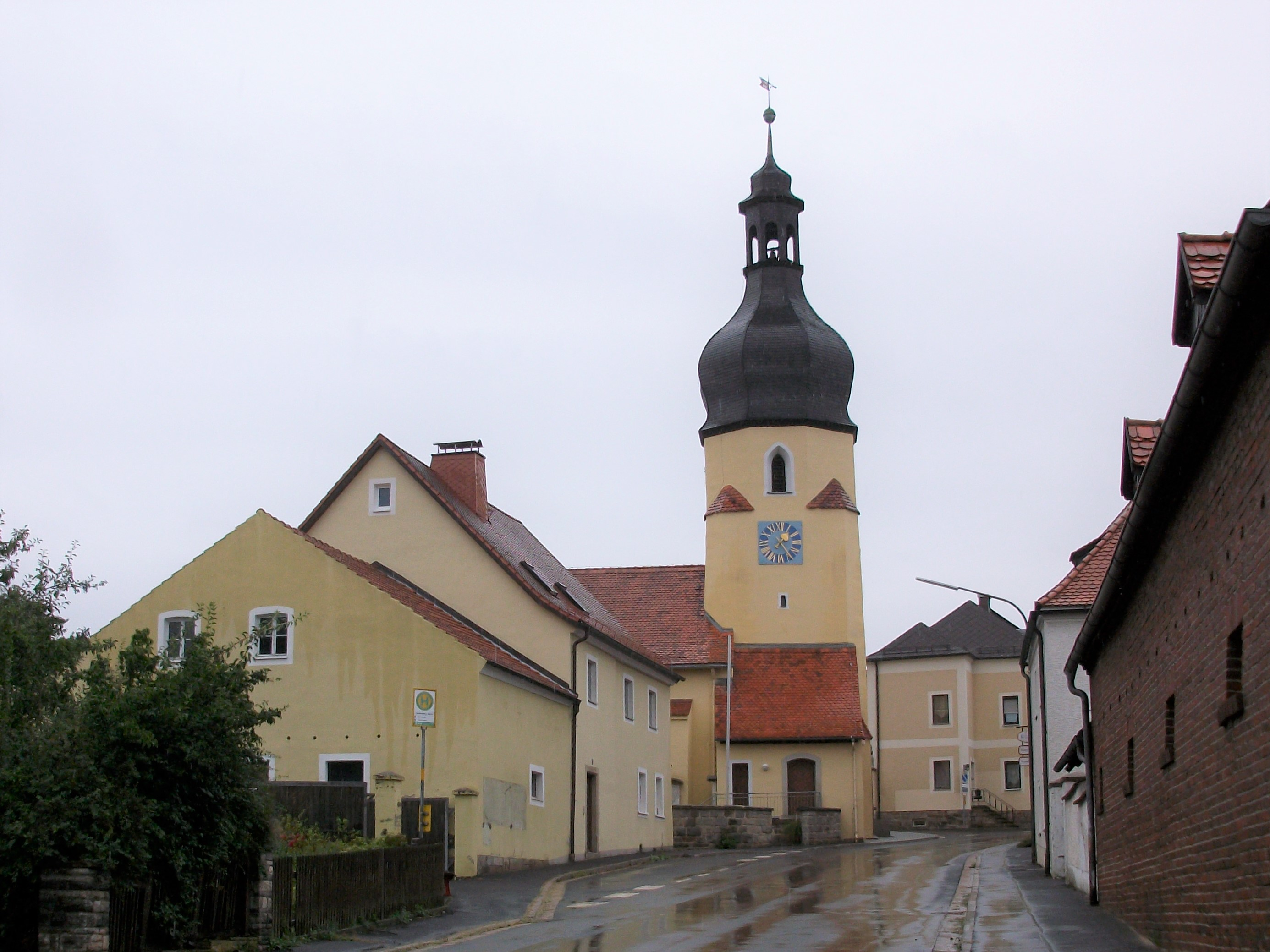
Dorpstraat met Sint-Elisabethskerk
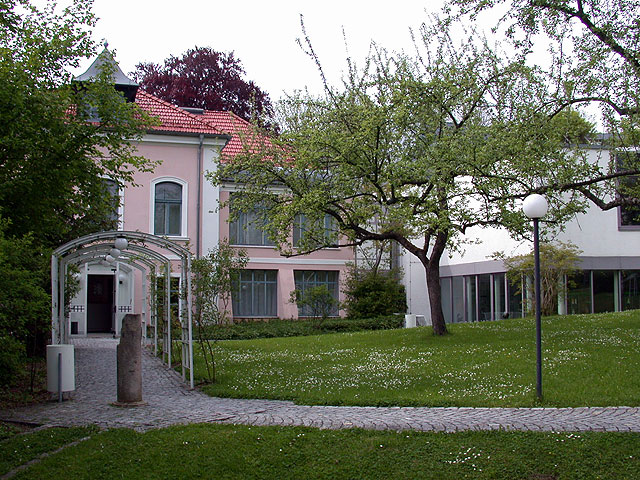
Gebouw Porzellanikon te Hohenberg
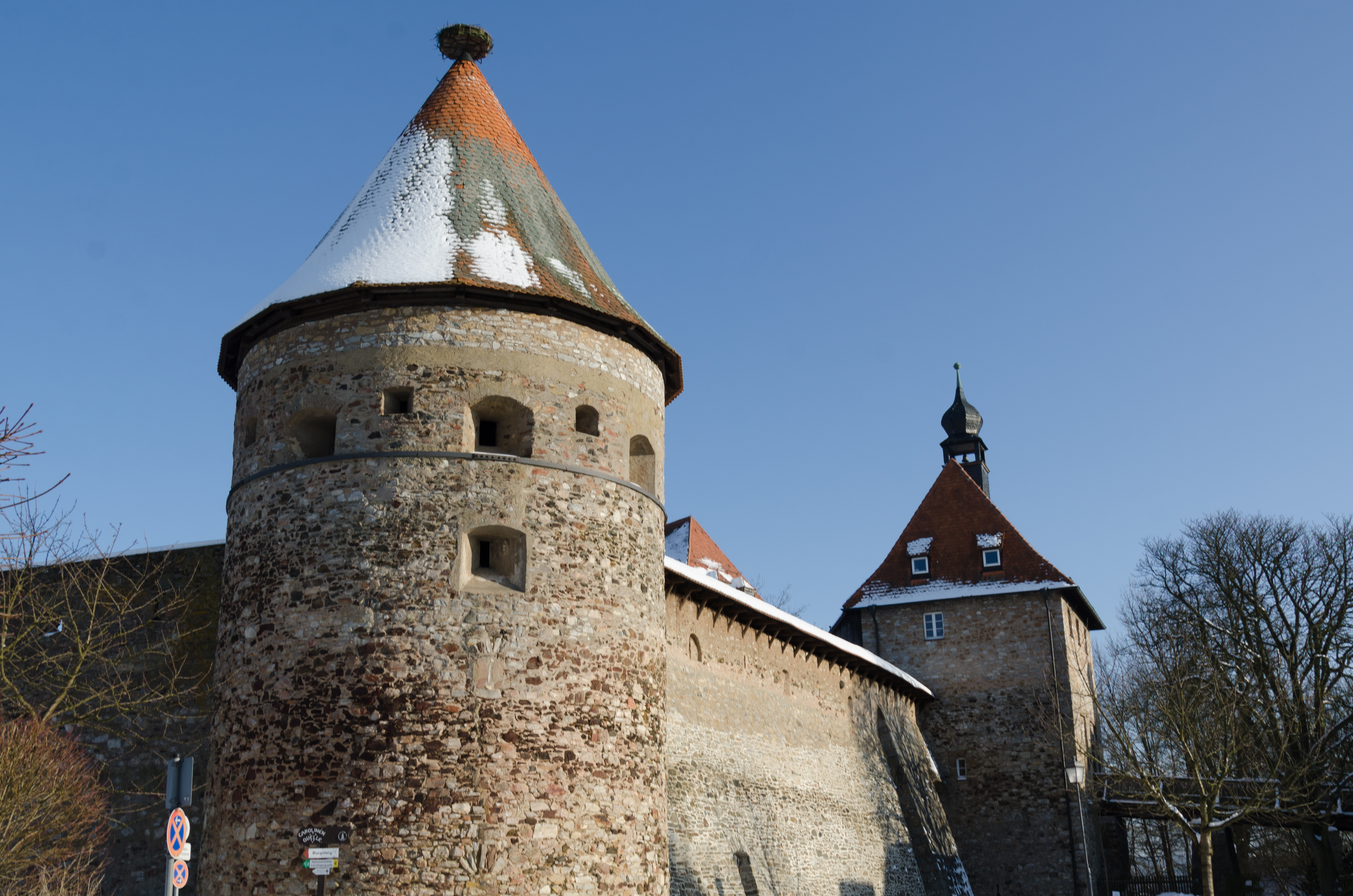
Burcht Hohenberg
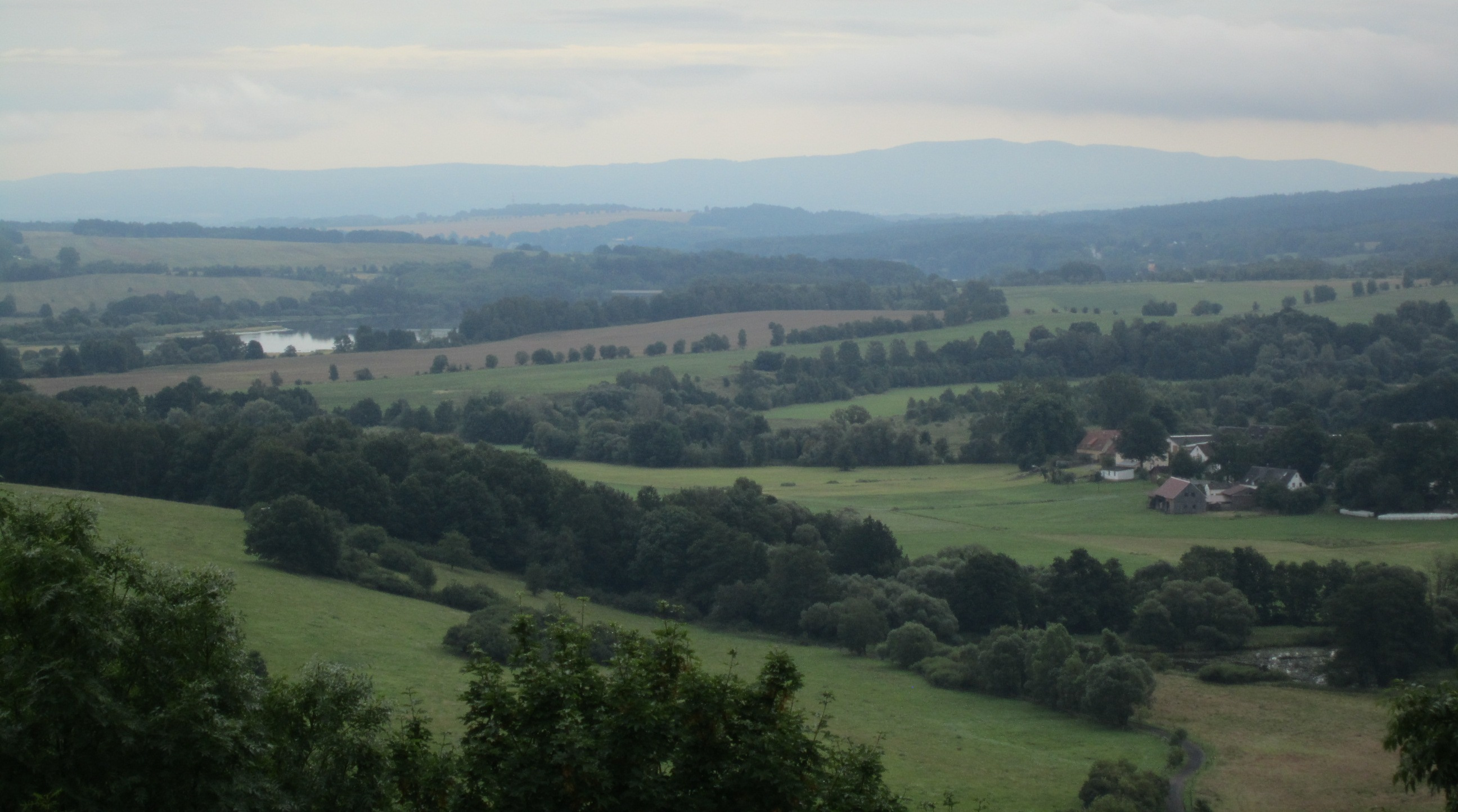
Gezicht vanaf de burcht op het Egerland

## Bekende inwoners
- Karl Stöhr (1859-1931), architect en bouwondernemer